# Asota nesophora
Asota nesophora là một loài bướm đêm trong họ Erebidae.